# Antoine de Lalouvère
Antoine de Lalouvère, także Antonius Lalovera (ur. 24 sierpnia 1600 w Rieux, zm. 2 września 1664 w Tuluzie) – francuski matematyk i jezuita. Jest uważany za jednego z prekursorów rachunku całkowego. Jego najważniejszą pracą była Quadratura circuli w której opisywał metody obliczania powierzchni i środka geometrycznego brył otrzymanych za pomocą odwróconego twierdzenia Pappusa-Guldina. Znana jest również jego dyskusja z Pascalem na temat ruletki. Był pierwszym matematykiem który tak wnikliwie studiował zagadnienia związane z liniami śrubowymi. Zajmował się także teologią.

## Życiorys
Lalouvére wstąpił do zakonu jezuitów w Tuluzie, w 1620 roku. Po ukończeniu studiów pracował jako nauczyciel wykładając przedmioty humanistyczne, retorykę, hebrajski, teologię i matematykę. Zajmował się również nauką przy czym interesowała go głównie klasyczna geometria. Cieszył się uznaniem ze strony innych uczonych, stale korespondował między innymi z Pierre'em de Fermatem, znajdował się również w zażyłych stosunkach z Pardiesem i Wallisem. Jego najważniejszą pracą jest  Quadratura circuli, wydana w 1651 roku. Wykorzystał tam osiągnięcia innych jezuickich matematyków, takich jak Jean-Charles della Faille, Paul Guldin i Grégoire de Saint-Vincent. Używając metod opracowanych przez Archimedesa odkrył sposób na obliczanie objętości i środka geometrycznego brył powstałych w wyniku obrotu, walców i brył zdefiniowanych przez krzywe. Doprowadziło go to do stworzenia metody znajdowania centrum geometrycznego przekroju brył powstałych w wyniku obrotu, która miała wpływ na powstanie rachunku całkowego. Po tej publikacji Lalouvère powrócił do nauczania teologii.
W 1658 roku Pascal ogłosił konkurs dotyczący niektórych problemów związanych z cykloidami. Lalouvère wysłał Pascalowi swoje rozwiązanie już po dziesięciu dniach. Znajdował się w nich wprawdzie jeden błąd ale Pascal i tak ich nie uznał, twierdząc że Antoine zaczerpnął swoje pomysły z prac Gilles'a de Roberval. Wydarzenie to wywołało falę dyskusji między uczonymi i sprawiło, że Lalouvère ponownie zajął się naukami ścisłymi. Zainteresował go zwłaszcza temat swobodnego spadku ciał. W swoich publikacjach doszukał się również błędów i niedokładności w obserwacjach prowadzonych przez Gassendiego. W 1660 roku opublikował Veterum Geometrica promota in septem de Cycloide Libris et in duobus adjectis Apprendicibus (avec Arnaldum Colomerium), która była pierwszą pracą tak dokładnie opisującą kwestie związane z liniami śrubowymi.

## Prace

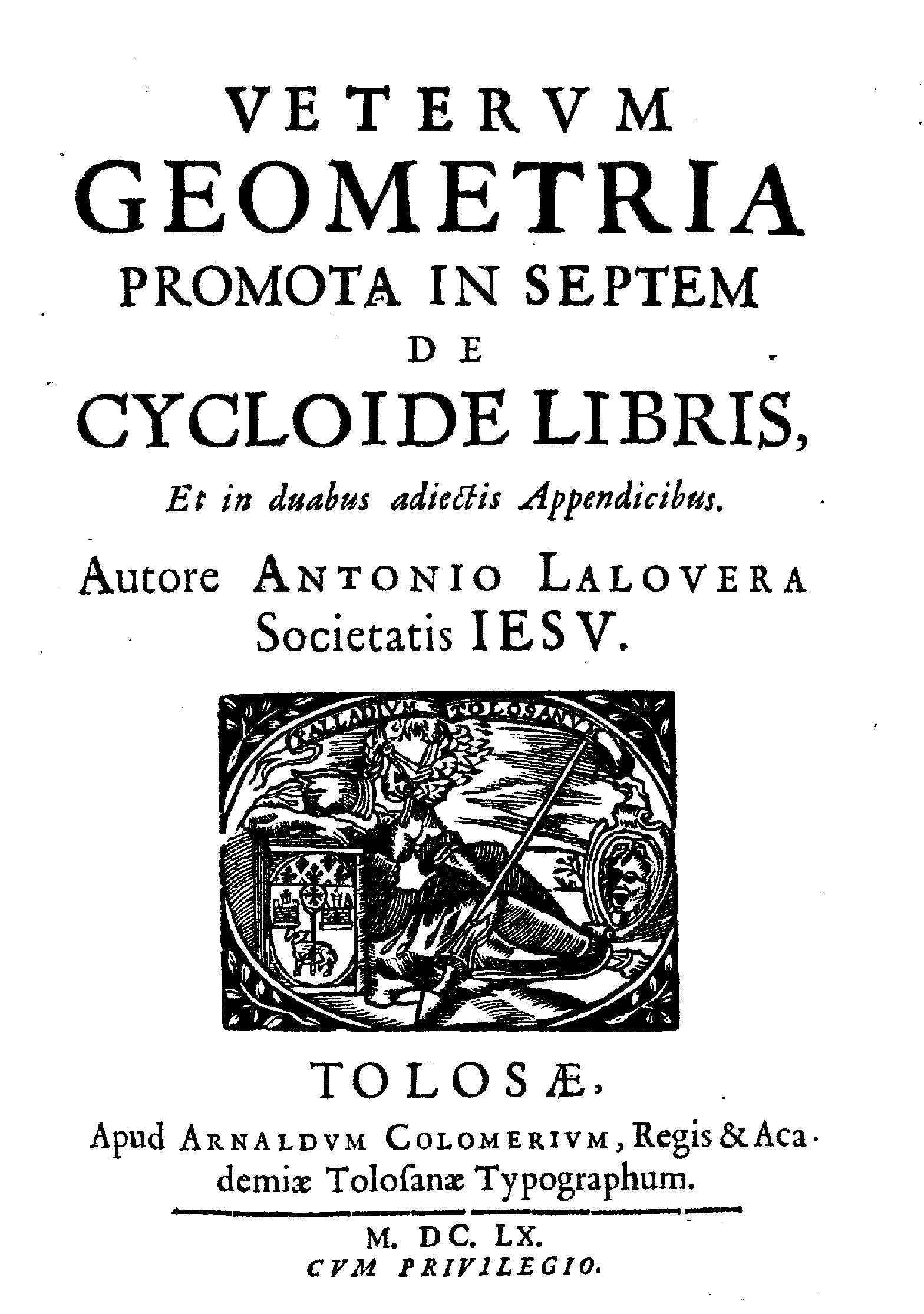
Veterum geometria promota in septem de cycloide libris, 1660

- Quadratura Circuli Et Hyperbolae Segmentorum, Tuluza, 1651
- De Cycloide Galilaei et Torricelli propositions viginli Tuluza, 1658
- Responsio ad duplicem quaestionem moralem, Tuluza, 1658
- Veterum Geometrica promota in septem de Cycloide Libris et in duobus adjectis Apprendicibus (avec Arnaldum Colomerium), Tuluza, 1660